# Гомеш Фернандеш, Рафаэл
Рафаэ́л Тава́реш Го́меш Ферна́ндеш (порт. Rafael Tavares Gomes Fernandes; род. 28 июня 2002, Сетубал) — португальский футболист, защитник французского клуба «Лилль», выступающий на правах аренды за «Рейнджерс».

## Клубная карьера
Фернандеш — воспитанник лиссабонского клуба «Спортинг». 13 августа 2021 года в матче против «Реал Келуш» он дебютировал в составе дублёров. 12 декабря 2021 года в поединке против того же «Реал Келуш» Рафаэл отметился дебютным голом за клуб.
Летом 2022 года перешёл в клуб «Арока». 5 августа в матче против «Бенфики» он дебютировал в португальской Примейре.
В январе 2024 года стал игроком французского клуба «Лилль», подписал контракт на 4,5 года. Сумма трансфера составила около 3 млн евро.